# Ingemar Johansson (lekkoatleta)
Bror Ingemar Ture Johansson  (ur. 25 kwietnia 1924 w Hagfors, zm. 18 kwietnia 2009 w Värmskog w gminie Grums) – szwedzki lekkoatleta chodziarz, wicemistrz olimpijski z 1948.
Zdobył srebrny medal w chodzie na 10 000 m na igrzyskach olimpijskich w 1948 w Londynie za swym rodakiem Johnem Mikaelssonem, a przed Fritzem Schwabem ze Szwajcarii. Startował w tej konkurencji na mistrzostwach Europy w 1950 w Brukseli, ale jej nie ukończyłe.
Był mistrzem Szwecji na tym dystansie w latach 1946-1948 i 1951.
Jego rekord życiowy w chodzie na 10 000 m wynosił 45:00,0 (1947).